# Ewen Montagu
Pour les articles homonymes, voir Montagu (homonymie).
Ewen Edward Samuel Montagu (né le 29 mars 1901 et mort le 19 juillet 1985) est juge, officier du renseignement naval et auteur britannique.

## Biographie
Il est surtout connu pour son rôle de premier plan dans l'opération Mincemeat qui est une déception militaire qui a permis de détourner l'attention des forces allemandes de l'invasion alliée de la Sicile : l'opération Husky. Il a écrit le livre L'Homme qui n'a jamais existé (en) (1953) sur ce sujet.
Montagu est aussi président de l'United Synagogue de 1954 à 1962 et président de l'Association anglo-juive (en) à partir de décembre 1949.
Il est le frère d'Ivor Montagu, le gendre de Solomon Joseph Solomon et le père de Jennifer Montagu.
Le rôle de Montagu est représenté deux fois au cinéma : dans le film L'Homme qui n'a jamais existé (1956) où il est interprété par Clifton Webb et dans le film La Ruse (2021) où il est interprété par Colin Firth.